# Vakuum-Komponente
Bei Vakuum-Komponenten handelt es sich um Komponenten für die Automatisierung, wie zum Beispiel die Ausrüstung von Industrierobotern, Handhabungsgeräten und Verpackungsmaschinen. Dazu gehören Sauggreifer, Befestigungselemente, Filter, Ventile, Systemüberwachungen, Vakuum-Erzeuger sowie komplette Vakuum-Greifsysteme. Das gemeinsame Merkmal ist die Nutzung eines Vakuums als Kraft.
Vergleiche hierzu auch die technische Erläuterungen der Vakuum-Komponenten unter dem Punkt Vakuumtechnik.
Die verschiedenen Vakuum-Komponenten werden im Folgenden in ihrer Funktionsweise näher erläutert und mit Beispielen aus verschiedenen Branchen verdeutlicht.

## Sauggreifer
Ein Sauggreifer oder Vakuumheber saugt sich nicht am Werkstück fest. Der Umgebungsdruck (Atmosphärendruck) drückt das Werkstück gegen den Sauggreifer, sobald der umgebende Druck größer ist als der Druck zwischen Sauggreifer und Werkstück.
Den Druckunterschied erreicht man, indem man den Sauggreifer an einen Vakuum-Erzeuger anschließt. Dieser saugt die Luft zwischen Sauggreifer und Werkstück ab. Sobald der Sauggreifer die Werkstückoberfläche berührt und sie gegen den Umgebungsdruck abdichtet, wird ein Unterdruck erzeugt. Die Haltekraft ist umso größer, je höher die Druckdifferenz zwischen Umgebungsdruck und Druck im Sauggreifer ist und je größer die Fläche des Sauggreifers ist.

## Ejektor
Ejektoren sind eine Art der Strahlpumpe und erzeugen Vakuum nach dem Venturi-Prinzip. Druckluft wird durch A in den Ejektor eingeleitet und durchströmt die Düse B. Unmittelbar nach der Treibdüse entsteht ein Unterdruck, wodurch die Luft durch den Vakuumanschluss D angesaugt wird. Abgesaugte Luft und Druckluft treten gemeinsam über den Schalldämpfer C aus.
Neben dem einstufigen Venturi-Prinzip gibt es Ejektoren, in denen das Vakuum durch mehrere hintereinandergeschaltete Venturi-Düsen erzeugt wird. Diese sogenannten Mehrstufenejektoren verfügen über ein enorm großes Saugvermögen gegenüber einstufigen Ejektoren.
Technisch neue Maßstäbe setzen Kompaktejektoren mit integrierter IO-Link-Funktion. Sie ermöglichen die standardisierte Vernetzung der Systemkomponenten und eine präventive Systemüberwachung.

## Gebläse
Gebläse arbeiten nach dem Impulsprinzip. Luft wird durch die drehenden Schaufeln (A) in das Gehäuse transportiert und dort beschleunigt und verdichtet. Es erfolgt die Übertragung kinetischer Energie vom Laufrad auf die Luft. Das Mitreißen der Luft durch die Schaufeln erzeugt auf der Saugseite (B) ein Vakuum. Die verdichtete Luft (Abluft) tritt durch die Austrittsöffnung (C) aus.
Gebläse liefern ein hohes Saugvermögen erreichen allerdings nicht das Vakuum-Niveau von Ejektoren und Vakuum-Pumpen.

## Saugvermögen
Das Saugvermögen bezeichnet den Volumenstrom von Vakuum-Erzeugern und wird in l/min bzw. m³/h angegeben. Diese Werte beziehen sich auf einen Umgebungsdruck von 1000 mbar und eine Umgebungstemperatur von 20 °C.

## Vakuumschalter
Vakuumschalter gibt es in mechanischer, pneumatischer und elektronischer Ausführung. Bei der mechanischen und pneumatischen Ausführung wird über eine Membran das vorhandene Vakuum gefühlt und so ein mechanischer Schalter bzw. ein Ventil betätigt. Bei der elektronischen Ausführung wird das Vakuum über einen piezoresistiven Sensor gemessen und ein elektrisches Schaltsignal ausgegeben. Es besteht außerdem die Möglichkeit, ein proportional zum Vakuum ansteigendes, elektrisches Analogsignal zu erfassen.
Mit den Vakuumschaltern können Prozesse überwacht und gesteuert werden. Bei den meisten Vakuumschaltern lassen sich Schaltpunkte einstellen, bei einigen zusätzlich die Hysterese.

## Branchenlösungen
- In der Automobilbranche werden meist Vakuum-Komponenten als komplette Baukastensysteme eingesetzt, vor allem Vakuum-Erzeuger mit integrierter Systemüberwachung und Spezialsauggreifer.
- In der CD/DVD-Herstellung werden Vakuum-Komponenten, vor allem Sauggreifer mit minimierter Baugröße, für alle Bearbeitungsschritte eingesetzt.
- In der Holzverarbeitung gibt es Systemlösungen selbst für poröse Materialien. Kombiniert werden diese mit Filtern, um eine Verschmutzung zu verhindern, und Flächengreifsystemen
- In der Kunststoffverarbeitung wird die abdruckarme Entnahme heißer Kunststoffteile gewährleistet.
- In der Verpackungsbranche ermöglichen verschiedene Vakuum-Greifer und -Sauggreifer für unterschiedliche Materialbeschaffenheit das Verpacken von Gütern und das Handhaben verpackter Produkte mit minimalen Zykluszeiten.

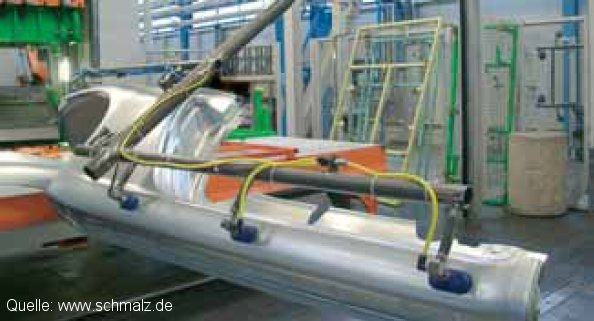
Vakuum-Komponenten in der Automobilbranche
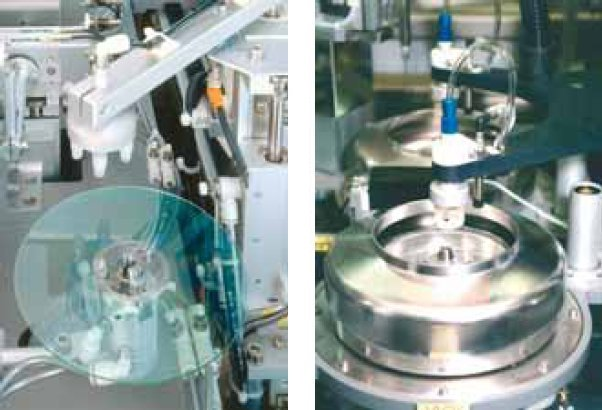
Vakuum-Komponenten in der CD-DVD-Herstellung
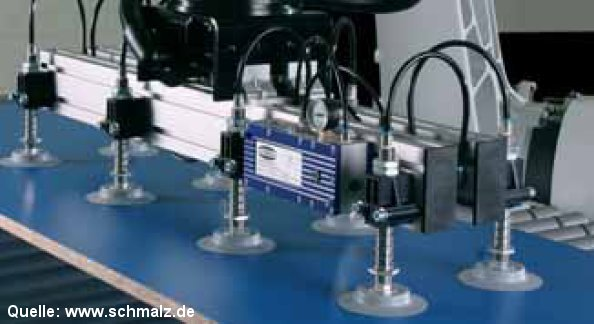
Vakuum-Komponenten in der Holzbranche
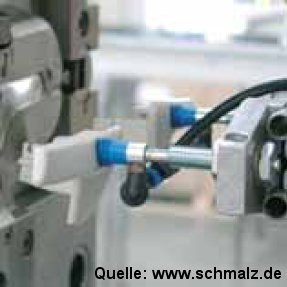
Vakuum-Komponenten in der Kunststoffbranche
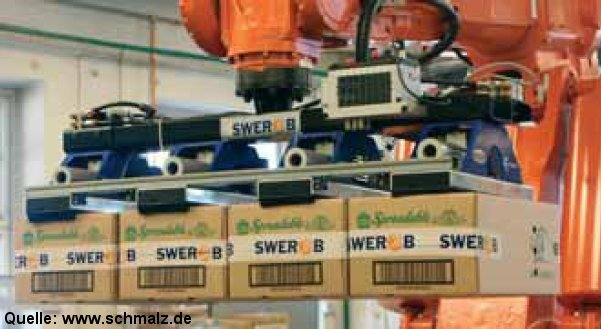
Vakuum-Komponenten in der Verpackungsbranche